# 皮埃尔·维尔纳
皮埃尔·维尔纳（法語：Pierre Werner，1913年12月29日—2002年6月24日），卢森堡政治家，1953年至1959年任国防兼财政大臣，1959年和1979年两次任卢森堡首相。
| 前任： 约瑟夫·贝希   | 国防大臣 1953年─1959年   | 繼任： 欧仁·绍斯       |
| 前任： 皮埃尔·杜蓬   | 财政大臣 1953年─1974年   | 繼任： Raymond Vouel   |
| 前任： 维克多·博德松 | 司法大臣 1953年─1967年   | 繼任： 让·杜蓬         |
| 前任： 皮埃尔·弗里登 | 卢森堡首相 1959年─1974年 | 繼任： 加斯东·托恩     |
| 前任： 欧仁·绍斯     | 外交大臣 1964年─1967年   | 繼任： 皮埃尔·格莱戈尔 |
| 前任： 加斯东·托恩   | 卢森堡首相 1979年─1984年 | 繼任： 雅克·桑特       |